# 1451
1451 (MCDLI) fue un año común comenzado en viernes del calendario juliano.

## Acontecimientos
- 18 de febrero: El sultán Mehmed II sube al poder como Sultán del Imperio otomano.
- 11 de abril: Celje adquiere el estatus de ciudad-mercado con derechos por orden del Conde Federico II de Celje.
- 19 de abril: Buhlul Khan, gobernador afgano de Punjab, depone al Sultán de Delhi, fundando la Dinastía Lodi.
- 12 de junio: Burdeos, baluarte inglés, se rinde a los franceses.
- 20 de agosto: Los franceses capturan Bayona, última plaza fuerte inglesa en Aquitania
- 31 de agosto: La oligarquía ciudadana de Mallorca, con el apoyo de mercenarios italianos, derrota en Inca a los forans.
- 23 de octubre: Batalla de Aibar. Durante la Guerra civil de Navarra el príncipe Carlos de Viana y su condestable Luis de Beaumont son apresados por las tropas de su padre, el rey Juan.

### Sin fecha
- Se funda la Universidad de Glasgow
- Nicolás de Cusa inventa las gafas con lentes cóncavos para tratar la miopía

## Nacimientos
- 22 de abril - Isabel I de Castilla, "La Católica", reina de España (f. 1504).
- 27 de julio - Hernán Pérez del Pulgar, militar castellano (f. 1531).
- 31 de octubre - Cristóbal Colón, navegante genovés (f. 1506).

## Fallecimientos
- 7 de enero - Amadeo VIII, Duque de Saboya. (n. 1383)
- 3 de febrero - Murat II, sultán del Imperio otomano.